# 양홍기 (1894년)
양홍기(梁洪基, 1894년 ~ 1974년)는 일제강점기와 대한민국의 법조인이다. 호는 현오이다.

## 생애
본관은 제주이며 제주도 출신이다. 1916년에 경성전수학교를 수료하고 광주지방법원 이리출장소와 남원지청, 광주지방법원 제주지청에서 통역생 겸 서기로 근무하였다.
1921년에 판검사특별임용시험에 합격하여 조선총독부 판사가 되었다. 1921년부터 전주지방법원 군산지청 판사를 지내다가 3년 후인 1924년에 퇴관했다.
1924년부터 제주도에서 변호사를 개업해 활동했다. 1945년에 태평양 전쟁이 종전되면서 미군정 하에서 제주지방검찰청 초대 검사장으로 임명되었다. 1946년에 변호사로 돌아갔다가, 1948년에 다시 제주지검 검사장으로 복귀했다. 1952년부터는 제주대학교 교수를 지냈고, 1962년에 퇴임하여 변호사로 활동했다.
1984년에 아들인 교육인 양치종이 양홍기의 호를 딴 현오학술문화재단을 설립하여 학술 지원 및 장학사업을 벌이기 시작했다. 이 재단은 손자가 이사장을 말아 3대째 이어졌다.
2008년 민족문제연구소가 발표한 친일인명사전 수록예정자 명단 사법 부문에 포함되었으나, 2009년 11월 8일 공개된 친일인명사전에서는 '일부는 민족운동 관련 변호활동을 한 사례도 있어 추가 검토가 필요하다'는 이유로 제외되었다..
서울대학교 교수로 있다가 2008년 대법관이 된 양창수는 그의 손자이다.

## 참고자료
- 양홍기(梁洪基) - 한국학중앙연구원
- 양홍기(梁洪基) - 국사편찬위원회